# 寡瓣红山茶
寡瓣红山茶（学名：Camellia paucipetala）为山茶科山茶属的植物。分布于中国大陆的贵州等地，生长于海拔1,650米的地区，常生长在山地灌丛中，目前尚未由人工引种栽培。